# Kimi no koto ga Dai Dai Dai Dai Daisuki na 100-nin no Kanojo
Kimi no koto ga Dai Dai Dai Dai Daisuki na 100(hyaku)-nin no Kanojo (Nhật: 君のことが大大大大大好きな100人の彼女 n.đ. '100 cô bạn gái yêu bạn rất rất rất rất rất nhiều') là manga Nhật Bản của Nozawa Yukiko vẽ, nguyên tác bởi Nakamura Rikito, nó được đăng mỗi kì từ số kết hợp 4-5 năm 2020, trên tạp chí Weekly Young Jump (Shueisha). Tác phẩm còn được đăng tại nền tảng Shonen Jump+ (Shueisha), bắt đầu từ ngày 16 tháng 4 năm 2020. Tính tới tháng 2 năm 2023, lũy kế series vượt hơn 1,30 triệu bản.

## Nội dung
Mùa xuân, thời điểm của những cuộc chia li và gặp gỡ.
Nam chính Aijou Rentarou đã phải trải qua nỗi đau bị từ chối sau khi tỏ tình lần thứ 100 đúng ngày Lễ tốt nghiệp trung học. Cậu ra dáng một quý ông, mang trong người trái tim thuần khiết và trong sáng. Mọi người xung quanh, nói rằng cậu có khuôn mặt đẹp với tính cách tốt. Một vị thần hôn nhân và tình yêu của ngôi đền đã bất ngờ xuất hiện trước Rentarou đang tuyệt vọng, nói rằng cuộc sống trung học mới sắp bắt đầu và cậu sẽ gặp được 100 người bạn định mệnh, trong số những người đó ai không thể hoà hợp được với Rentarou, bằng mọi cách nào đó đều phải chết. Đột nhiên, một Vận mệnh "Yêu hoặc Chết × 100" gây sốc được thêu dệt. Bằng cách này, những ngày xám xịt khi bị từ chối của cậu dần chuyển qua những ngày tươi sáng khi cậu bắt đầu tràn ngập trong hạnh phúc tình yêu!
Không có Luật nào cấm bạn không thể có 100 bạn gái? Sẽ không có một ai bị bỏ rơi...!? Cuộc sống trung học harem tình yêu hài hước thuần túy rất kỳ lạ, mối tình đa thê đầy chân thành và tiếng sét ái tình sẽ lần lượt mang những người định mệnh đến với nhau.

## Nhân vật chính

### Gia đình Rentarou
Aijou Rentarou (愛城 恋太郎)
Lồng tiếng bởi Katou Wataru(Tiếng Nhật)
Rentarou đã tỏ tình và bị từ chối hàng trăm lần, do đó lần nào anh chàng cũng phải cố gắng để hoàn thiện bản thân mình hơn. Được một vị thần tình yêu của ngôi đền cầu duyên ban phước quá mức cho lời cầu nguyện của bản thân vào cuối thời trung học, Rentarou được định sẵn sẽ có 100 cô bạn gái. Khi Rentarou giao tiếp bằng mắt với một trong những bạn gái lần đầu tiên, anh ấy và bạn gái mới sẽ có cảm giác như bị sốc điện. Rentarou thực sự yêu từng bạn gái mới mà anh chàng đã gặp, thậm chí còn vượt qua bài kiểm tra của máy phát hiện nói dối khi bị hỏi về Tình cảm thực sự của anh ấy. Rentarou luôn làm theo cách của mình, đôi khi đến mức cực đoan, để giữ cho tất cả Bạn gái đều cảm thấy hạnh phúc. Anh ấy cũng ghét làm điều biến thái với Bạn gái của mình trừ khi cần thiết nhưng luôn có những kế hoạch dự phòng siêu cực đoan để giảm thiểu bản chất của tình huống.
Họ của Rentarou chứa chữ "Ái" (愛) có nghĩa là tình yêu, cũng là cách chơi chữ của Aijou (愛情) nghĩa là tình cảm. Tên của anh chàng chứa chữ "Luyến" (恋) là sự lãng mạn và khi kết hợp với 2 chữ Hán còn lại, nó còn mang nghĩa là "Người đàn ông của Sự lãng mạn vĩ đại".

#### Bạn gái 1 - 10
- Hanazono Hakari (花園 羽香里)
- Inda Karane (院田 唐音)
- Yoshimoto Shizuka (好本 静)
- Eiai Nano (栄逢 凪乃)
- Yakuzen Kusuri (薬膳 楠莉)
- Hanazono Hahari (花園 羽々里)
- Haraga Kurumi (原賀 胡桃)
- Meido Mei (銘戸 芽衣)
- Sutou Iku (須藤 育)
- Utsukushisugi Mimimi (美杉 美々美)

#### Bạn gái 11 - 20
- Kakure Meme (華暮 愛々)
- Iin Chiyo (伊院 知与)
- Naddy/Yamato Nadeshiko (ナディー/大和 撫子)
- Yasashiki Yamame (優敷 山女)
- Momi Momiji (茂見 紅葉)
- Yakuzen Yaku (薬膳 ヤク)
- Torotoro Kishika (土呂瀞 騎士華)
- Ahko/Kedarui Āshī (毛樽井 亜愛子衣)
- Nakaji Uto (中二 詩人)
- Meido Mai (女井戸 妹)

#### Bạn gái 21 - 30
- Bonnouji Momoha (盆能寺 百八)
- Baio Rin (灰尾 凛)
- Hifumi Suu (一二三 数)
- Kaho Eira (火保 エイラ)
- Nekonari Tama (猫成 珠)
- Saiki Himeka (才奇姫歌)
- Dei Matsuri (出井 祭李)
- Usami Shiina (
- Zetsubouda Meru (雪房田 夢留)
- Tomogara Saki (輩 先)

#### Bạn gái 31 - 40
- Nemui Nemu (根向井 寧夢)
- Hasu Hasuha (端須 蓮葉)
- Morikita Kimari (守北 季鞠)
- Futate Eru (双天 彗流)

## Chuyển thể

### Manga
Bộ manga được sáng tác bởi Nakamura Rikito và vẽ minh họa bởi Nozawa Yukiko, được phát hành và xuất bản đồng thời bởi Shueisha, dưới ấn hiệu Young Jump Comics. Ngày 18 tháng 6 năm 2025, 22 quyển đã được xuất bản và phát hành tại Nhật Bản.
| #  | Ngày phát hành            | ISBN              |
| -- | ------------------------- | ----------------- |
| 1  | Ngày 17 tháng 4 năm 2020  | 978-4-08-891533-3 |
| 2  | Ngày 19 tháng 6 năm 2020  | 978-4-08-891569-2 |
| 3  | Ngày 18 tháng 9 năm 2020  | 978-4-08-891656-9 |
| 4  | Ngày 18 tháng 12 năm 2020 | 978-4-08-891736-8 |
| 5  | Ngày 18 tháng 3 năm 2021  | 978-4-08-891816-7 |
| 6  | Ngày 18 tháng 6 năm 2021  | 978-4-08-892007-8 |
| 7  | Ngày 17 tháng 9 năm 2021  | 978-4-08-892072-6 |
| 8  | Ngày 17 tháng 12 năm 2021 | 978-4-08-892164-8 |
| 9  | Ngày 18 tháng 3 năm 2022  | 978-4-08-892245-4 |
| 10 | Ngày 17 tháng 6 năm 2022  | 978-4-08-892338-3 |
| 11 | Ngày 16 tháng 9 năm 2022  | 978-4-08-892427-4 |
| 12 | Ngày 19 tháng 12 năm 2022 | 978-4-08-892537-0 |
| 13 | Ngày 17 tháng 3 năm 2023  | 978-4-08-892629-2 |
| 14 | Ngày 19 tháng 7 năm 2023  | 978-4-08-892718-3 |
| 15 | Ngày 19 tháng 10 năm 2023 | 978-4-08-892861-6 |
| 16 | Ngày 17 tháng 11 năm 2023 | 978-4-08-892896-8 |
| 17 | Ngày 18 tháng 3 năm 2024  | 978-4-08-893171-5 |
| 18 | Ngày 19 tháng 6 năm 2024  | 978-4-08-893278-1 |
| 19 | Ngày 19 tháng 9 năm 2024  | 978-4-08-893385-6 |
| 20 | Ngày 18 tháng 12 năm 2024 | 978-4-08-893504-1 |
| 21 | Ngày 18 tháng 3 năm 2025  | 978-4-08-893590-4 |
| 22 | Ngày 18 tháng 6 năm 2025  | 978-4-08-893699-4 |
| 23 | Ngày 19 tháng 9 năm 2025  | 978-4-08-893806-6 |

### Anime
Bản chuyển thể sang anime truyền hình của bộ truyện đã được công bố vào ngày 14 tháng 3 năm 2023. Bộ phim do Bibury Animation Studios sản xuất và Hikaru Sato làm đạo diễn, với kịch bản do Takashi Aoshima giám sát, thiết kế nhân vật do Akane Yano phụ trách và nhạc do Shuhei Mutsuki, Shunsuke Takizawa và Eba sáng tác. Bộ phim được phát sóng từ ngày 8 tháng 10 đến ngày 24 tháng 12 năm 2023, trên Tokyo MX và các mạng lưới truyền hình khác. Vớicca khúc chủ đề mở đầu là "Dai Dai Dai Dai Daisuki na Kimi e♡" (大大大大大好きな君へ♡ n.đ. 'Gửi đến người mà tôi rất, rất, rất, rất, rất yêu') và ca khúc này được thể hiện bởi Kaede Hondo, Miyu Tomita, Maria Naganawa, Asami Seto và Ayaka Asai và ca khúc chủ đề kết thúc của bộ phim là "Sweet Sign" (スイートサイン), được thể hiện bởi Nako Misaki.
Mùa thứ hai của bộ phim đã được phát sóng từ ngày 10 tháng 1 đến ngày 30 tháng 3 năm 2025. .
Crunchyroll đã có bản quyền của bộ phim tại khu vực Châu Mỹ. Muse Communications đã có bản quyền cho bộ phim ở khu vực Nam Á và Đông Nam Á.

## Đón nhận

### Giải thưởng
Trong Tsugi ni Kuru Manga Taishou năm 2020 tác phẩm này dành vị trí thứ hai khi thu về đến 19,902 điểm bằng với số lượng điểm của 4768 tác phẩm dự thi khác.
Vào năm 2021, bộ manga đã giành được hạng nhất trong kế hoạch bầu chọn các nhân vật nữ chính hài lãng mãn của Shonen Jump+ diễn ra cùng lúc với ngày lễ tình nhân, nhân dịp này kế hoạch mở miễn phí toàn bộ các tập đến hết ngày 17 tháng 3 năm 2021, được triển khai.
Tác phẩm đã đứng thứ 8 trong Bảng xếp hạng manga muốn chuyển thể thành anime (lần thứ 5) trong AnimeJapan 2022 (bình chọn tháng 2 năm 2022).

## Kế hoạch
- Để kỷ niệm việc phát hành tập 1 của manga, Kế hoạch tuyển cô bạn gái lý tưởng đã được triển khai[41].
- Trong số kết hợp 36 - 37 của Tạp chí Weekly Young Jump phát hành Ngày 6 tháng 8 năm 2020, một kế hoạch hợp tác cùng bộ manga  này "Kimi no koto ga Dai Dai Dai Dai Daisuki na 41-nin no Kanojo (君のことが大大大大大好きな41人の彼女)", được công bố cùng với một hình ảnh gravure của 41 người đã được phát hành[42].
- Vào tháng 7 năm 2021, cuộc tuyển chọn tập được ưa thích nhất đã được triển khai, để kỷ niệm lũy kế series đạt 850 nghìn bản[43]. Đối tượng là từ tập 1 đến 65. Kết quả lần lượt từ vị trí số 1 là tập 38 Karaoke Crisis (カラオケ • クライシス), vị trí thứ 2 là tập 3 Yoshimoto san (好本さん), vị trí số 3 là tập 37 Suki Suki Daisuki (好き好き大好き❤︎).
- Tổng cộng 40 kiểu huy hiệu Make Heroine 0 (負けヒロイン0) có 4 kiểu cỡ lớn, 36 kiểu cỡ thường được phát hành bằng gashapon vào tháng 9 năm 2021[44][45].
- Tổng cộng 40 kiểu nhãn dãn trên LINE được phát hành vào tháng 3 năm 2022 để kỉ niệm lũy kế manga đạt hơn 1 triệu bản[46].
- Vào ngày 9 tháng 6 năm 2022 để kỉ niệm bộ manga đăng dài kỳ chạm mốc 100 tập (xuất bản và phát hành được 10 tập, lũy kế của bộ manga đã đạt 1 triệu bản) một kế hoạch mở miễn phí toàn bộ 99 tập và tập 38 phiên bản màu đầy đủ, đã được triển khai đến ngày 16 tháng 6 năm 2020[47].
- Vào tháng 12 năm 2022, các câu đố vui giới thiệu Gia đình Rentarou và Ngôn ngữ Naddy đã được công bố trên Trang web chính thức của Weekly Young Jump[48].
- Từ ngày 15 tháng 12 năm 2022 đến 9 tháng 1 năm 2023, các đơn hàng bao gồm Túi nhỏ đa năng, túi vải cotton, áo thun và móc khóa acrylic được bán với sự hợp tác từ cửa hàng tạp hóa, hiệu sách Village Vanguard[49].
- Từ ngày 2 tháng 2 đến ngày 10 tháng 2 năm 2023, kế hoạch rất lớn vào ngày lễ tình nhân cùng với những Cô bạn gái (彼女たちと一緒に！バレンタイン大大大大大作戦), đã được triển khai trên Trang web chính thức. Những Hình ảnh icon ngẫu nhiên sẽ được xuất hiện để cảm ơn những người tham gia đã ủng hộ hạt cacao để các cô bạn gái làm ra sô-cô-la, cách thức là click vào nút Hỗ trợ họ! (彼女たちを応援！). Vào ngày 14 tháng 2, một Hình minh họa đã được phát hành, để bày tỏ lòng biết ơn đến những người tham gia hỗ trợ hạt Cacao.[50] Ngoài ra, từ ngày lễ tình nhân đến ngày 28 tháng 2 năm 2023, các tập từ 1 đến 31 đã được phát hành miễn phí trên Shonen Jump+[51].
- Vào năm 2023, nhóm tác giả trở thành giám khảo trong Giải thưởng manga lớn dành cho tân binh của Young Jump lần thứ chín (mùa tháng ba). Ngoài ra, cuộc phỏng vấn các tác giả về quá trình sản xuất bộ manga đã được đăng ở trang giải thưởng manga trong trang web chính thức của Weekly Young Jump[52].
- Vào ngày Valentine trắng các hình minh họa được phát hành, để cảm ơn những người đã ủng hộ sô-cô-la, và đồng thời công bố thông tin về việc thực hiện phiên bản anime truyền hình chuyển thể từ nguyên tác[50]. Một video kỷ niệm cũng đã được phát hành[53].